# Walter Slezak
Walter Slezak (Vienna, 3 maggio 1902 – Flower Hill, 21 aprile 1983) è stato un attore austriaco naturalizzato statunitense, che apparve in numerosi film hollywoodiani.

## Biografia
Nato a Vienna, figlio del tenore boemo Leo Slezak, famoso cantante d'opera, studiò medicina per poi dedicarsi alla recitazione. La sua carriera cinematografica cominciò nel 1922 in Austria con Sodom und Gomorrha del suo amico Mihály Kertész (che poi a Hollywood cambiò nome in Michael Curtiz). Slezak lavorò anche con Carl Theodor Dreyer in Desiderio del cuore (1924), un film che il regista danese girò in Germania.
Nel 1930 fu Eric Molinar nella prima di Meet My Sister (Meine Schwester und ich) di Ralph Benatzky allo Shubert Theatre di New York e nel 1931 nella prima nell'Imperial Theatre di New York. Nel 1932 cantò nella prima assoluta di Eine Frau, die weiß, was sie will di Oscar Straus diretto dal compositore al Metropoltheater di Berlino e interpretò Karl Roder nella prima assoluta di Music in the Air di Jerome Kern all'Alvin Theatre per il Broadway theatre con Tullio Carminati, Al Shean e Marjorie Main e nel 1933 nella prima al 44th Street Theatre di New York.
Sempre nel 1933 cantò in Eine Frau, die weiß, was sie will diretto da Straus con Fritzi Massary nello Johann Strauß-Theater di Vienna e nel 1938 fu Harry Mischa Szigethy nella prima assoluta di I Married an Angel di Richard Rodgers con Dennis King, Vera Zorina e Charles Walters allo Shubert Theatre di New York.
Vanta una filmografia che conta più di un centinaio di film tra cui Prigionieri dell'oceano (1944) di Alfred Hitchcock, Missione di morte (1945) di Edward Dmytryk, Sinbad il marinaio (1947), Il pirata (1948) di Vincente Minnelli, Emil e i detectives (1964) di Peter Tewksbury, L'isola del tesoro (1972) di Andrea Bianchi e John Hough.
Slezak recitò come protagonista in vari musical a Broadway, incluso Fanny, per il quale vinse il Tony Award per il miglior attore di un musical. Recitò inoltre alla radio per programmi come Lux Radio Theater, Columbia Workshop, The Pepsodent Show, e The Charlie McCarthy Show. Apparve in tv varie volte, incluse serie antologiche come Playhouse 90 e Studio One, oltre ad interpretare il personaggio del "Re degli Orologi" nella serie Batman nel 1966.
La sua autobiografia, What Time's the Next Swan? venne pubblicata nel 1962 (il titolo si riferisce a un aneddoto su suo padre che, a teatro, nei panni di Lohengrin, si vide sparire la barca-cigno con cui doveva uscire di scena e, rivolto a un attrezzista, gli chiese: "A che ora passa la prossima?").
Slezak sposò Johanna "Kaasi" Van Rijn il 10 ottobre 1943. Ebbero tre figli: Ingrid, Erika e Leo. Erika Slezak divenne attrice lavorando per la soap opera Una vita da vivere dal 1971, per la quale vinse un Emmy.
Il 21 aprile del 1983, poco prima di compiere 81 anni, Slezak si suicidò con un colpo di fucile. Le sue ceneri si trovano a Monaco di Baviera.

## Filmografia parziale

### Cinema
- Sodom und Gomorrha, regia di Mihály Kertész (Michael Curtiz) (1922)
- Desiderio del cuore (Mikaël), regia di Carl Theodor Dreyer (1924)
- Mein Leopold, regia di Heinrich Bolten-Baeckers (1924)
- O alte Burschenherrlichkeit, regia di Helene Lackner e Eugen Rex con la supervisione di Heinz Schall (1925)
- Sumpf und Moral, regia di Rudolf Walther-Fein (1925)
- Die gefundene Braut, regia di Rochus Gliese (1925)[1]
- Grüß mir das blonde Kind am Rhein, regia di Carl Boese (1926)
- Aus des Rheinlands Schicksalstagen, regia di Helene Lackner (1926)
- Marccos tollste Wette, regia di Franz Seitz (1926)
- Junges Blut, regia di Manfred Noa (1926)
- Der Seekadett, regia di Carl Boese (1926)
- Wie bleibe ich jung und schön - Ehegeheimnisse, regia di Wolfgang Neff (1926)
- Addio giovinezza, regia di Augusto Genina (1927)
- Das Recht zu leben, regia di Robert Wohlmuth (1927)
- Die Lorelei , regia di Wolfgang Neff (1927)
- Liebe geht seltsame Wege, regia di Fritz Kaufmann (1927)
- Die große Pause, regia di Carl Froelich (1927)
- Der Fahnenträger von Sedan, regia di Johannes Brandt (1927)
- Fuggiamo insieme (Once Upon a Honeymoon), regia di Leo McCarey (1942)
- Il passo del carnefice (The Fallen Sparrow), regia di Richard Wallace (1943)
- Questa terra è mia (This Land Is Mine), regia di Jean Renoir (1943)
- Prigionieri dell'oceano (Lifeboat), regia di Alfred Hitchcock (1944)
- Hotel Mocambo  (Step Lively), regia di Tim Whelan (1944)
- Il pirata e la principessa (The Princess and the Pirate), regia di David Butler (1944)
- L'estrema rinuncia (Till We Meet Again), regia di Frank Borzage (1944)
- Nel mar dei Caraibi (The Spanish Main), regia di Frank Borzage (1945)
- Missione di morte (Cornered), regia di Edward Dmytryk (1945)
- Salomè (Salome Where She Danced), regia di Charles Lamont (1945)
- Sinbad il marinaio (Sinbad the Sailor), regia di Richard Wallace (1947)
- Perfido inganno (Born to Kill), regia di Robert Wise (1947)
- Riff-Raff - L'avventuriero di Panama (Riff Raff), regia di Ted Tetzlaff (1947)
- Il pirata (The Pirate), regia di Vincente Minnelli (1948)
- L'ispettore generale (The Inspector General), regia di Henry Koster (1949)
- L'autista pazzo (The Yellow Cab Man), regia di Jack Donohue (1950)
- La gente mormora (People Will Talk), regia di Joseph L. Mankiewicz (1951)
- Tempeste sul Congo (White Witch Doctor), regia di Henry Hathaway (1953)
- Chiamatemi Madame (Call Me Madam), regia di Walter Lang (1953)
- 10.000 camere da letto, regia di Richard Thorpe (1957)
- Vento di tempesta (The Miracle), regia di Irving Rapper (1959)
- Torna a settembre (Come September), regia di Robert Mulligan (1961)
- Una ragazza da sedurre (A Very Special Favor), regia di Michael Gordon (1965)
- 24 ore per uccidere (Twenty-four hours to Kill), regia di Peter Bezencenet (1965)
- Dr Coppelius, regia di Ted Kneeland (1966)
- Il carnevale dei ladri (The Caper of the Golden Bulls), regia di Russell Rouse (1967)
- Criniera selvaggia (Black Beauty), regia di James Hill (1971)
- L'isola del tesoro (Treasure Island), regia di John Hough (1972)

### Televisione
- The 20th Century-Fox Hour – serie TV, episodio 2x05 (1956)
- Telephone Time – serie TV, episodio 3x23 (1958)
- Outlaws – serie TV, episodio 2x11 (1961)
- Indirizzo permanente (77 Sunset Strip) – serie TV, 4 episodi (1963)
- Gli uomini della prateria (Rawhide) – serie TV, episodio 5x25 (1963)

## Doppiatori italiani
- Carlo Romano in Fuggiamo insieme, Questa terra è mia, Riff-Raff - L'avventuriero di Panama, La gente mormora, Vento di tempesta, Torna a settembre
- Olinto Cristina in L'estrema rinuncia, Missione di morte, Nel mar dei Caraibi, Sinbad il marinaio, L'autista pazzo, Bonzo la scimmia sapiente
- Mario Besesti in Prigionieri dell'oceano, L'ispettore generale, Gianni e Pinotto alla legione straniera
- Corrado Racca in Il passo del carnefice
- Cesare Polacco in Hotel Mocambo
- Lauro Gazzolo in Tempeste sul Congo
- Stefano Sibaldi in I professori non mangiano bistecche
- Giorgio Lopez in Nel mar dei Caraibi (ridoppiaggio)
- Enzo Consoli in Sinbad il marinaio (ridoppiaggio)
- Antonio Guidi in Il pirata (doppiaggio tardivo)
- Bruno Alessandro in Emil e i detectives (doppiaggio tardivo)

## Premi
Nel 1955, Slezak vinse un Tony Award per il suo ruolo nel musical Fanny a Broadway.